# Ganou
Ganou est un quartier situé dans le 3e arrondissement de Parakou dans le département du Borgou au Bénin.

## Histoire
Le 27 mai 2013 après la délibération et l'adoption par l'assemblée nationale du Bénin en sa séance du 15 février 2013 de la loi n° 2013-05du15/02/2013 portant création, organisation, attributions et fonctionnement des unités administratives locales en République du Bénin, Ganou, figure dans la liste des douze quartiers de cet arrondissement,,,,.

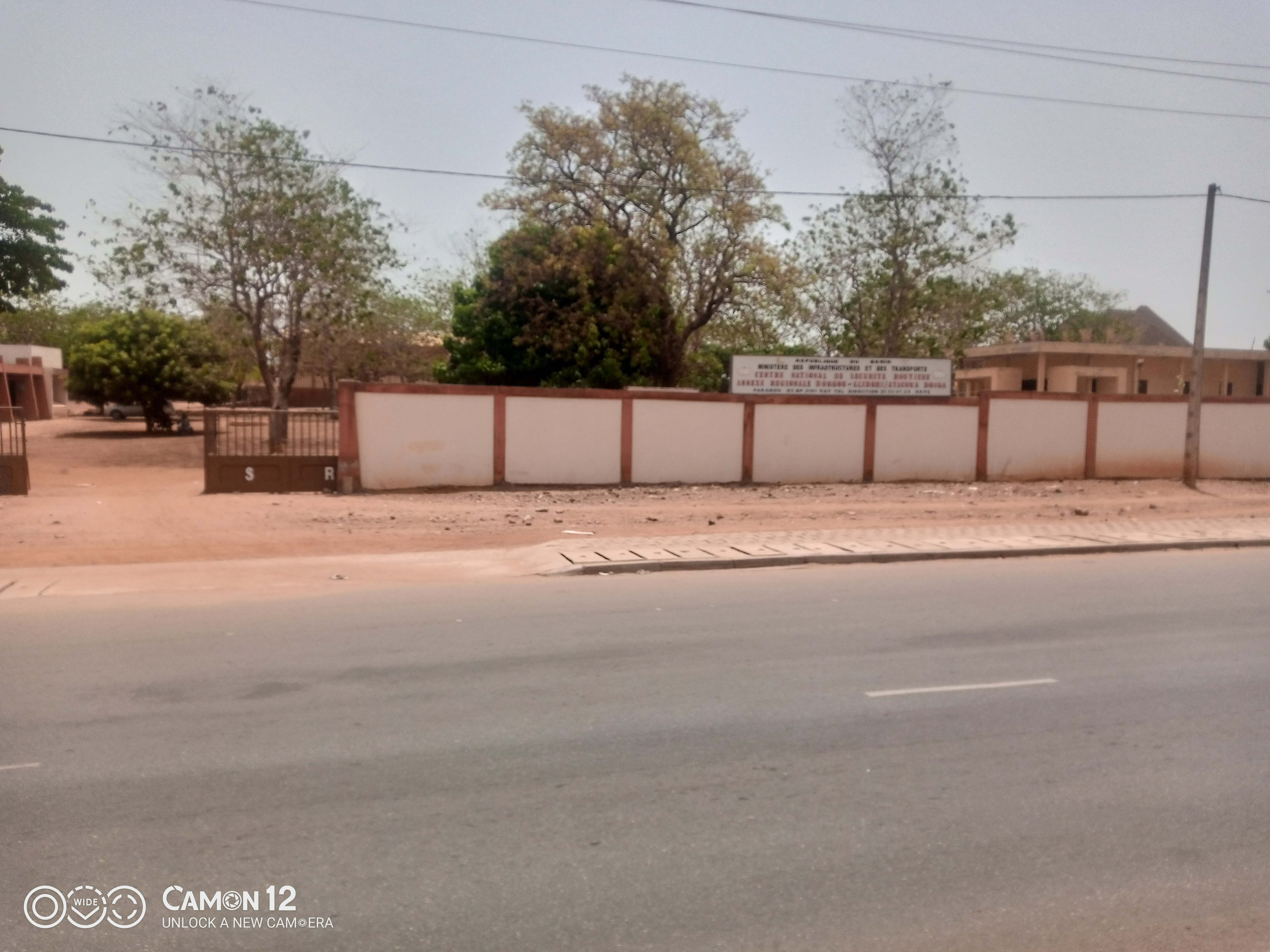
Bureau du CNSR de Parakou à Ganou

## Population
Selon le rapport de février 2016 de l'Institut National de la Statistique et de l'Analyse Économique (INSAE) du Bénin intitulé Effectifs de la population des villages et quartiers de ville du Bénin (RGPH-4, 2013), le quartier Ganou compte 9407 habitants dont 4638 femmes et 4769 hommes.